# Idealklassengruppe
Die Idealklassengruppe ist ein Begriff aus dem mathematischen Teilgebiet der algebraischen Zahlentheorie. Sie ist ein Maß dafür, wie weit der Ganzheitsring in einem algebraischen Zahlkörper davon entfernt ist, eindeutige Primfaktorzerlegung zu besitzen. Ihre Ordnung wird Klassenzahl genannt.

## Definition (für Dedekindringe)
Es sei {\displaystyle A} ein Dedekindring mit Quotientenkörper {\displaystyle K}, beispielsweise der Ganzheitsring in einem algebraischen Zahlkörper. Dann ist die Idealklassengruppe {\displaystyle \operatorname {Pic} A} definiert als die Faktorgruppe
{\displaystyle \operatorname {Pic} A=J_{A}/P_{A}.}
- {\displaystyle J_{A}} ist dabei die Gruppe der gebrochenen Ideale, d. h. der endlich erzeugten {\displaystyle A}-Untermoduln von {\displaystyle K}, die nicht nur die Null enthalten, mit dem Produkt

{\displaystyle IJ=\left\{\left.\sum _{i=1}^{n}a_{i}b_{i}\right|a_{i}\in I,b_{i}\in J\right\}}
für {\displaystyle I,J\in J_{A}}. {\displaystyle J_{A}} ist die freie abelsche Gruppe auf den Primidealen von {\displaystyle A}.
- Und {\displaystyle P_{A}} ist die Untergruppe der gebrochenen Hauptideale, d. h. der Untermoduln der Form

{\displaystyle (a)=A\cdot a\subset K}
für {\displaystyle a\in K^{\times }}.
Im Fall von Zahlkörpern schreibt man meist {\displaystyle \operatorname {Cl} _{K}} für {\displaystyle \operatorname {Pic} A}.
Die Äquivalenzklassen der Faktorgruppe können auch explizit so beschrieben werden: Zwei gebrochene Ideale {\displaystyle I} und {\displaystyle J} sind äquivalent, wenn es ein Element {\displaystyle \lambda \in K^{\times }} gibt, sodass {\displaystyle I=\lambda J} gilt.

## Eigenschaften
- {\displaystyle \operatorname {Pic} A} ist genau dann trivial, d. h. die Klassenzahl ist 1, wenn {\displaystyle A} ein Hauptidealring ist, und das ist äquivalent dazu, dass es in {\displaystyle A} eine eindeutige Primfaktorzerlegung gibt.
- Ist {\displaystyle A} der Ganzheitsring eines algebraischen Zahlkörpers {\displaystyle K}, so ist {\displaystyle \operatorname {Cl} _{K}} endlich.
- Eine Verallgemeinerung des Konzepts der Idealklassengruppe liefert die algebraische K-Theorie. Wenn {\displaystyle A} der Ganzheitsring eines algebraischen Zahlkörpers {\displaystyle K} ist, dann ist {\displaystyle \operatorname {K} _{0}(A)=\mathbb {Z} \oplus \operatorname {Cl} _{K}}.
- Die Klassenzahlformel setzt die Klassenzahl eines Zahlkörpers in Zusammenhang mit dem Residuum seiner Dedekindschen Zeta-Funktion in {\displaystyle 1}.

## Beispiele und Klassenzahlproblem
Es sei {\displaystyle K} ein quadratischer Zahlkörper, d. h., {\displaystyle K=\mathbb {Q} ({\sqrt {d}})} für eine quadratfreie Zahl {\displaystyle d\in \mathbb {Z} } ({\displaystyle d} heißt Diskriminante).
Die einzigen negativen quadratfreien Zahlen {\displaystyle d<0} (imaginär-quadratische Zahlkörper), für die die Idealklassengruppe von {\displaystyle K=\mathbb {Q} ({\sqrt {d}})} trivial (das heißt gleich 1) ist, sind
{\displaystyle d=-1,-2,-3,-7,-11,-19,-43,-67,-163.}
Das wurde von Carl Friedrich Gauss vermutet und 1952 von Kurt Heegner bewiesen; Heegners Beweis fand allerdings erst nach einer 1967 von Harold Stark veröffentlichten Arbeit Anerkennung. Mit einer ganz anderen Methode wurde das von Alan Baker etwa gleichzeitig mit Stark bewiesen.
Gauß vermutete auch, dass für die Klassenzahl imaginär quadratischer Zahlkörper {\displaystyle h(d)} gilt {\displaystyle h(d)\to \infty } für {\displaystyle d\to -\infty }. Das wurde von Hans Heilbronn bewiesen. Gauß stellte auch Vermutungen über die Anzahl der imaginär-quadratischen Zahlkörper mit Klassenzahl 2 und 3 an, die inzwischen ebenfalls bewiesen wurden (ebenso wie die Auflistung der imaginär-quadratischen Zahlkörper bis Klassenzahl 100 durch M. Watkins). Der Fall der Klassenzahl 2 (es gibt genau 18 solche imaginär-quadratische Zahlkörper) wurde 1971 von Stark und unabhängig Baker bewiesen.
Es ist nicht bekannt, ob es unendlich viele positive quadratfreie Zahlen {\displaystyle d>0} gibt (der Fall reell-quadratischer Zahlkörper mit Klassenzahl 1), für die die Idealklassengruppe von {\displaystyle K=\mathbb {Q} ({\sqrt {d}})} trivial ist, es gibt aber viele berechnete Beispiele hierfür. Dass es unendlich viele gibt, wurde von Gauß vermutet.

## Verwandte Begriffe
Für einen algebraischen Zahlkörper {\displaystyle K} gibt es eine Erweiterung {\displaystyle H/K}, den (kleinen) hilbertschen Klassenkörper. Die Galoisgruppe {\displaystyle \operatorname {Gal} (H/K)} ist kanonisch isomorph zur Idealklassengruppe, und jedes Ideal von {\displaystyle K} wird in {\displaystyle H} zu einem Hauptideal.